# 유승훈 (930년대)
유승훈(劉承勳, ? ~ 951년)은 오대십국 시대 후한 고조 유지원의 아들이다. 유승훈(劉承訓)과 후한의 2대 황제 유승우는 그의 형이다. 《구오대사》에는 이름이 '훈(勳)'으로 기록된 부분도 있다.
후한 개국 초기에 우위대장군(右衛大將軍)에 임명되었다. 유승우가 즉위한 뒤에는 검교태위(檢校太尉), 동평장사(同平章事) 직이 추가되었고, 이후 검교태사(檢校太師) 겸 시중(侍中)에까지 올라갔다.
건우(乾祐) 3년(950년), 유승우가 사망하자 유승훈을 후계자로 세우려는 움직임이 있었으나, 당시 유승훈은 병을 앓아 일어날 수도 없었으므로, 그 대신 유윤을 옹립할 것이 논의되었다고 한다. 그는 후주가 건국된 뒤인 광순(廣順) 원년(951년) 봄에 사망하였다. 후주 태조 곽위는 조칙을 내려 그를 진왕(陳王)에 봉하였다.

## 참고 문헌
- 《구오대사》 권105 한서7 종실열전